# Leptocerus wanleelagi
Leptocerus wanleelagi là một loài Trichoptera trong họ Leptoceridae. Chúng phân bố ở miền Ấn Độ - Mã Lai.